# Сплавнуха (село)
Сплавнуха (нем. Huck) — село в Красноармейском районе Саратовской области, административный центр Сплавнухинского муниципального образования. Основано немецкими переселенцами в 1767 году.
Население — 772 чел. (2013).

## Название
Название Сплавнуха присвоено по указу от 26 февраля 1768 года. Немецкое название Гукк присвоено по фамилии первого сельского старосты.

## История
Основано немецкими переселенцами в 1767 году. Первые 79 семей прибыли из Изенбурга и Пфальца. Верующие — лютеране. Лютеранско-реформатская церковная община относилась к приходу Норка. Деревянная церковь на 1500 мест построена в 1795 году, перестроена в 1898—1900 годах. Освящена 20 августа 1900 года.
В 1860 году насчитывалось 322 двора, имелась церковь, школа, три маслобойни, 22 мельницы. Помимо земледелия, жители занимались различными промыслами: так, в 1887 году различными промыслами было занято в селе 470 мужчин и на стороне 107 человек. Особенно были развиты промыслы столярный (119 чел.) и ткацкий (72 чел.), кроме того, было 35 кузнецов, 9 кожевников, 34 колесника, один красильщик, 31 мельник, один мясник, 47 плотников, 12 портных, 55 сапожников. Остальные батрачили, работали поденщиками, пастухами и пр. Действовали 2 лавки с мануфактурным товаром, 1 мелочная лавка, 3 винные лавки, 1 красильное заведение, 1 сарпиночное заведение, 19 ветряных мукомольных мельниц, 3 маслобойни, 6 колесных заведений, 18 кузниц, 1 портняжное заведение, 30 столярных мастерских и 6 кожевенных заведений. В 1865 году открылась земская товарищеская русская школа.
Тяжёлым испытанием для жителей села стал голод в Поволжье. Так, в 1921 году родились 254 человек, а умерло — 520.
До 1917 года Сплавнуха входила в состав Норкского колонистского округа (с 1871 года — Норкской волости, позже Сплавнушинской волости) Камышинского уезда Саратовской губернии. В советский период — Карамышский район Голо-Карамышского уезда Трудовой коммуны (Области) немцев Поволжья, а с 1922 года — Голо-Карамышского (с 1927 года Бальцерского) кантона АССР НП. Административный центр Гуккского сельского совета.
В сентябре 1941 года немецкое население депортировано в Сибирь и Казахстан. Вместо немцев вскоре поселились жители западных областей, а также в 1950-е годы добровольцы-целинники.

## Физико-географическая характеристика
Село находится в лесостепи, в пределах Приволжской возвышенности, являющейся частью Восточно-Европейской равнины, в небольшой балке по правому берегу реки Сплавнуха. Высота центра населённого пункта — 200 метров над уровнем моря. В окрестностях Сплавнухи распространены чернозёмы.
Сплавнуха расположен в 96 км к югу от Саратова и 25 км к западу от районного центра города Красноармейск. Ближайшая железнодорожная станция Бобровка железнодорожной ветки Волгоград — Саратов Приволжской железной дороги расположен в 12 км к востоку от села
Климат
Климат умеренный континентальный (согласно классификации климатов Кёппена — влажный континентальный климат (Dfb) с тёплым летом и холодной и продолжительной зимой). Многолетняя норма осадков — 429 мм. Наибольшее количество осадков выпадает в июне — 48 мм, наименьшее в марте — 22 мм. Среднегодовая температура положительная и составляет + 5,7 С, средняя температура самого холодного месяца января −11,0 С, самого жаркого месяца июля +21,5 С.
Часовой пояс
Сплавнуха, как и вся Саратовская область, находится в часовой зоне МСК+1. Смещение применяемого времени относительно UTC составляет +4:00.

## Население
Динамика численности населения
| 1987 | 2002 |
| ---- | ---- |
| ≈900 | 857  |

| 1767  | 1773  | 1788  | 1798  | 1816  | 1834  | 1850  |
| ----- | ----- | ----- | ----- | ----- | ----- | ----- |
| 306   | ↗380  | ↗570  | ↗643  | ↗1209 | ↗2120 | ↗3491 |
| 1857  | 1859  | 1886  | 1897  | 1905  | 1911  | 1920  |
| ↗4241 | ↗4328 | ↗5191 | ↘5134 | ↗7200 | ↗9866 | ↘6348 |
| 1922  | 1926  | 1931  | 2001  | 2002  | 2010  | 2012  |
| ↘4938 | ↗5031 | ↗5200 | ↘850  | ↘828  | ↘819  | ↘797  |
| 2013  |       |       |       |       |       |       |
| ↘772  |       |       |       |       |       |       |